# 외인부대 (1934년 영화)
외인부대(Le Grand Jeu)는 프랑스에서 제작된 자크 페이더 감독의 1934년 영화이다. 프랑스 외인부대를 배경으로 하는 로맨틱 드라마이다. 원제 Le Grand Jeu는 카드를 읽는 행위를 가리킨다.

## 출연

### 조연
- 마리 벨
- 루이 플로렌시
- 피에르 라르쿠이
- 프랑소와 로제이
- 샤를 바넬